# 金慶玉
金 慶玉（または金 京玉、キム・ギョンオク、1930年? - 2024年1月11日）は、朝鮮民主主義人民共和国（北朝鮮）の政治家、軍人。確認されている最終的な役職は朝鮮労働党中央軍事委員会委員、朝鮮労働党中央委員会組織指導部統括第一副部長。朝鮮人民軍における軍事称号（階級）は大将。

## 略歴
2008年12月に党組織指導部第一副部長に就任する。金慶玉の存在は、同月29日付の労働新聞の金正日が音楽公演を観覧したことを伝える記事で初めて明らかになった。2010年9月27日に金正恩、金敬姫、崔竜海、玄永哲、崔富日と共に大将の軍事称号を得て、翌28日の第3回党代表者大会で党中央軍事委員会の委員に選出された。
2010年から2011年にかけての9ヶ月間に、党組織指導部第一副部長であった李勇哲（リ・ヨンチョル、軍事担当）、李済剛（リ・ジェガン、組織担当）、朴正淳（パク・ジョンスン）の3名が相次いで死去したことから、2011年1月時点で存命の党組織指導部第一副部長は金慶玉のみとなった。
2012年に金正恩体制が発足すると、組織指導部第一副部長の立場にある金慶玉は、金正恩の叔母の金敬姫から党の政務をほとんど任されたという。2013年12月末時点での党組織指導部第一副部長の権力序列は、金慶玉、趙延俊（チョ・ヨンジュン）、黄炳瑞（ファン・ビョンソ）の順であったとされたが、2014年4月に黄炳瑞が次帥に昇進し、翌5月に党組織指導部を離れ朝鮮人民軍総政治局長に転出したことが確認され、趙延俊は、2015年10月に行われた朝鮮労働党創建70周年慶祝中央報告大会で党内序列第18位となり、2017年10月7日の朝鮮労働党中央委員会第7期第2回総会で党中央委員会検閲委員会委員長に転出したことが確認された。
2014年3月に行われた第13期最高人民会議代議員選挙で代議員に再選された。
2014年7月に全秉浩の葬儀委員の名簿に載って以降、しばらく金の動静が途絶えていたため、脱北した知識人による韓国の団体「NK知識人連帯」は、金正恩暗殺計画の発覚で警備の責任を負わされて2014年10月初旬に処刑されたと主張していたが、2015年4月9日に開催された第13期最高人民会議第3回会議で金の健在が確認された。
辺真一は、金慶玉を北朝鮮の軍師・策士と見なして「北朝鮮の黒田官兵衛」と評している。
2024年1月13日、朝鮮中央通信は同月11日に死去したと伝えた。93歳没。